# Александра (певица)
Алекса́ндра (Настоящее имя До́рис Не́федов, нем. Doris Nefedov, урождённая До́рис Ва́лли Трайц, нем. Doris Wally Treitz; 19 мая 1942, Шилуте — 31 июля 1969, Теллингштедт, Шлезвиг-Гольштейн) — немецкая певица, композитор, гитарист и пианист, звезда немецкого шансона. Погибла в автокатастрофе в самом начале карьеры.

## Биография

### Детство
Александра родилась под именем Дорис Трайц 19 мая 1942 года в Восточной Пруссии, в городке Хайдекруг (сегодня Шилуте в Литве). В 1944 году её семья вместе с колоннами других беженцев покидает Клайпедский край перед лицом наступающих советских войск.
По прибытии в Германию семья поселилась в Киле. Отдавая должное славянским корням (бабка Дорис была чешкой, а дед вендом), девочка рано начала учить русский язык, а также проявлять интерес к славянской и цыганской культурам. В 1961 году семья переехала в Гамбург. Девушка начала изучать графический дизайн в гамбургской школе моды, а также посещать школу актёрского мастерства Марго Хёпфнер (немецкая танцовщица, актриса и режиссёр) (1912—2000).

### Начало карьеры
По окончании обоих учебных заведений Трайц отправилась на пару месяцев путешествовать с андалузскими цыганами по Испании. Вернувшись, поступила на работу в один из гамбургских журналов, но вскоре была уволена из-за увлечённости песнями и театром. Бывший начальник Трайц рассказывал о ней своему другу, продюсеру Фреду Вайриху. Через три дня девушка получила приглашение от Вайриха, а после встречи с ним подписала договор на запись первого альбома.
Дорис Трайц взяла имя Александра — женскую форму имени своего сына Александра Нефёдова, родившегося в 1963 году. В 1962 году 20-летняя Дорис познакомилась в русском ресторане, куда ходила практиковаться в языке, с Николаем Нефёдовым — 50-летним бостонским журналистом-эмигрантом. В том же году состоялась свадьба, однако уже через 2 года они развелись. Сын остался жить с матерью.

### На пике известности
После записи альбома «Premiere mit Alexandra» Александра отправилась с Хази Остервальдом в турне по Советскому Союзу (главным образом по Кавказу). Возвратившись, певица столкнулась со своей растущей популярностью. Приглашения на концерты, в турне, на телевидение поступили одно за другим. Песня «Zigeunerjunge» стала хитом года. В декабре Александра познакомилась с шансонье Жильбером Беко и звездой французской эстрады Сальватором Адамо. Знакомство скоро перерасло в тесную дружбу. К этому трио также присоединился Удо Юргенс, популярный немецкий исполнитель. Адамо был очарован Александрой и активно протежировал её во Франции, где «Tzigane» (французская версия песни «Zigeunerjunge») также завоевала верхние строчки хит-парадов.
Вплоть до самой смерти Александры она, Адамо и Юргенс обменивались песнями собственного сочинения, нередко выступали на совместных концертах. Пластинки Александры выходили во Франции и ФРГ многотысячными тиражами, она почти беспрерывно гастролировала по обеим странам, принимала участие в многочисленных телешоу. В 1968 году Александра дала концерт в Бразилии, на следующий год были запланированы Япония, США, а также бенефис в парижской «Олимпии».

### Гибель

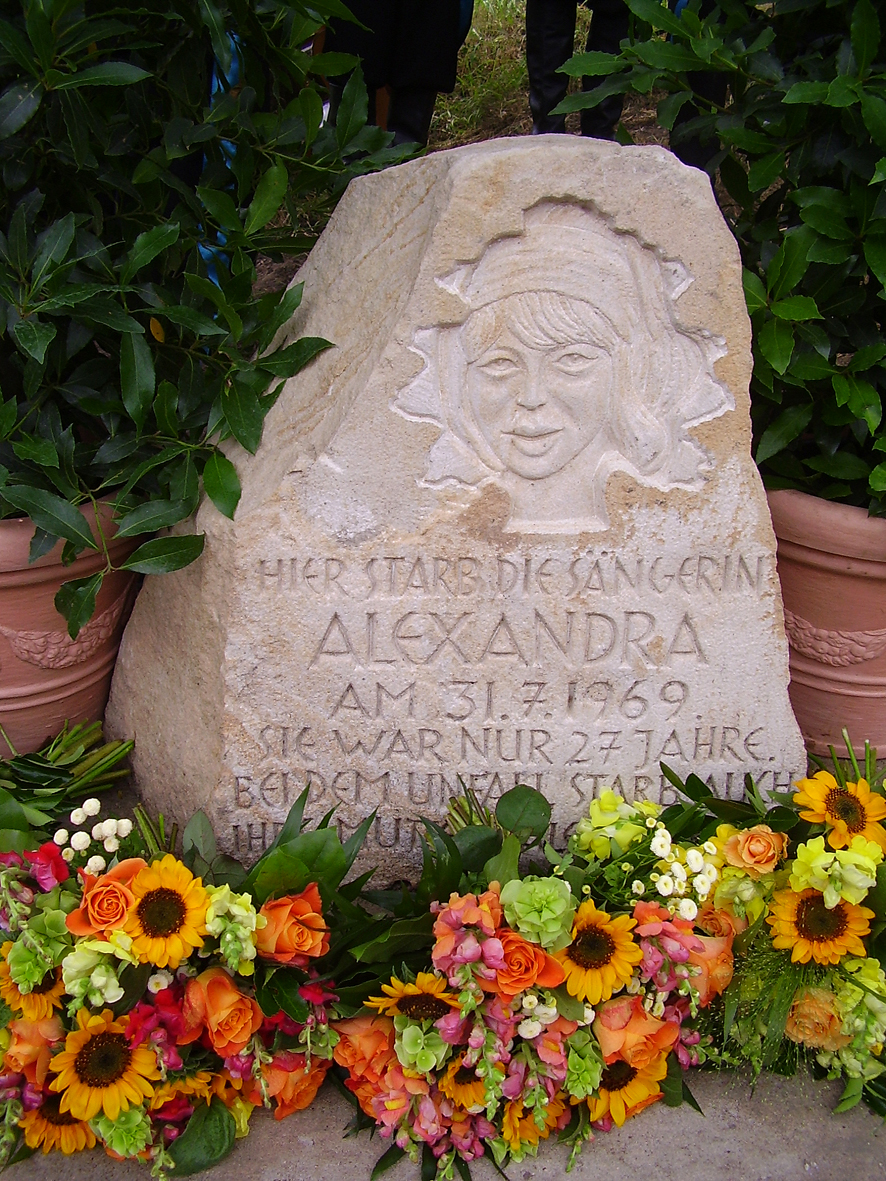
Памятник певице на месте её гибели

31 июля 1969 года Александра ездила в Гамбург на переговоры со своей звукозаписывающей компанией. В тот же день она отправилась в отпуск на остров Зильт на Северном море. Певица была за рулём недавно приобретённого «Mercedes 220 S Coupé». Вместе с Александрой в машине также находились её 6-летний сын Александр Нефёдов и мать певицы, Валли Трайц. Перед выездом в путь машина была осмотрена в автомастерской, но находящаяся за рулём певица не смогла затормозить перед перекрёстком и на полной скорости врезалась в грузовик около города Теллингштедт в Шлезвиг-Гольштейн при невыясненных обстоятельствах. Сын певицы отделался лёгкими ранениями, в то время как сама Александра погибла на месте, а её мать умерла в больнице. Возможно, машина была неисправна; ходили слухи, что автокатастрофа не была случайностью. После катастрофы сын Александр переехал жить к Николаю Нефёдову, в США.
Певица была похоронена на кладбище Westfriedhof (захоронение 101-А-81) в Мюнхене. На похоронах присутствовало около трёх тысяч человек, а на надгробном камне высекли просто «Alexandra».

### Расследование смерти
Через несколько месяцев после смерти Александры вскрылись факты, послужившие причиной открытия уголовного дела. Так, автомастерская, где проходил техосмотр автомобиль певицы незадолго до аварии, не была зарегистрирована как коммерческое предприятие. Кроме того, вскрылось несоответствие протоколов полицейского обследования трупа и экспертизы в морге — если в первом случае выявлены «несовместимые с жизнью тяжёлые травмы головы и груди», то во втором лишь «лёгкое ранение в области лица». На фотографиях, сделанных якобы на месте происшествия, запечатлена не та машина, что была у Александры. Сам «Мерседес» после аварии «пропал» на несколько недель прежде чем его осмотрели криминалисты. Водителя грузовика, в который врезалась певица, не могут найти уже 35 лет. Вопреки завещанию Александры и пожеланию родственников[уточнить], тело певицы было кремировано. В ночь до этого в морге, где лежало тело, произошёл взлом. И, наконец, за 3 дня до гибели Александра заказала себе и матери места на кладбище, надгробия и заключила страховку жизни на высокую сумму. Несмотря на такое множество в высшей степени подозрительных улик, следствие зашло в тупик и было прекращено через пару лет.
Лишь в 2004 году «дело Александры» получило продолжение. Немецкий режиссёр и драматург Марк Бётхер занимался исследованием творчества и биографии Александры с 1980-х годов. В 1999 году он выпустил книгу «Die Legende einer Sängerin» (Легенда певицы) с материалами собственного расследования. В этом же году вышел его одноимённый документальный фильм. В 2004 году после исследования попавших к нему документов Штази, где сообщалось, что любовник певицы Пьер Лафэр (Pierre Lafaire) был секретным американским агентом в Дании, а также документы первоначального расследования, он выпустил продолжение своего расследования в двух форматах: книга с CD и DVD с бонусным CD. Вскоре центральный канал ARD официально сообщил о повторном открытии «дела Александры».

### Популярность после смерти и увековечивание памяти

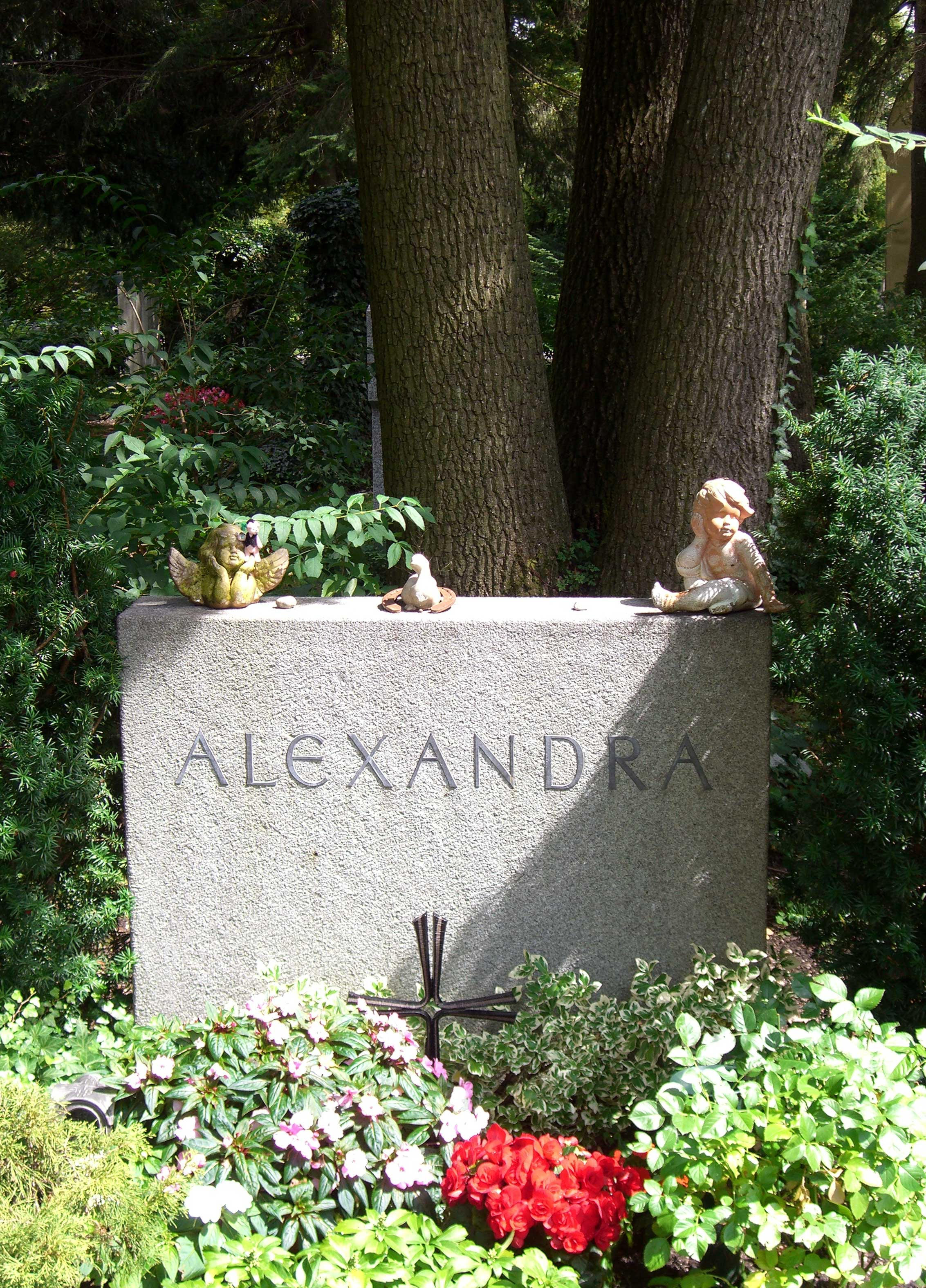
Камень на могиле Александры на кладбище Вестфридхоф в Мюнхене

Популярность Александры не прошла с её смертью. До сих пор выходят альбомы певицы, последняя серия с недавно обнаруженными архивными записями вышла на 60-летие Александры в 2002 году.

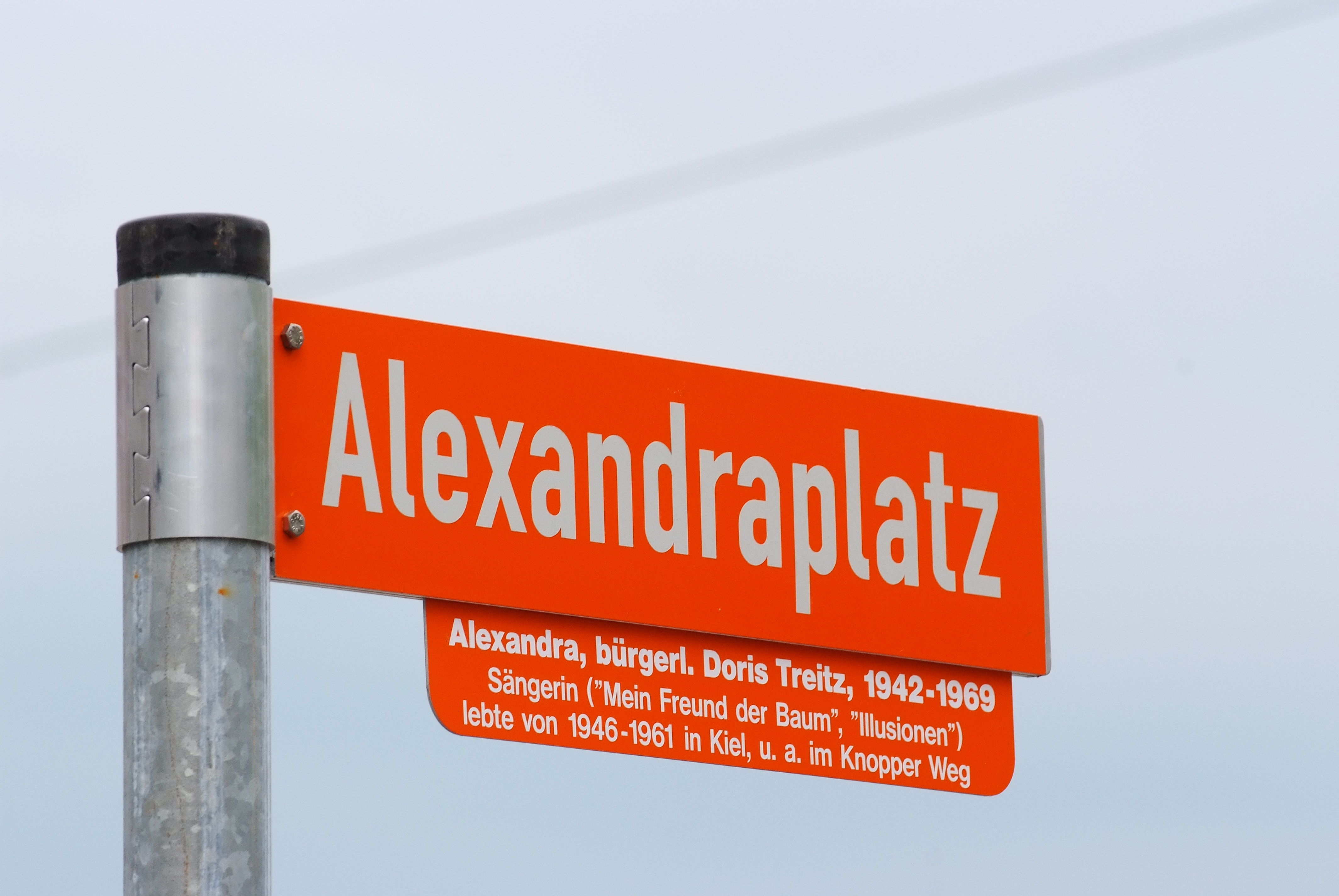
Указатель на площади им. Александры в Киле

19 мая 2009 года по близости от дома, где раньше жила Александра в городе Киле, область между Knooper Weg, Franckestraße и Olshausenstraße была названа Alexandraplatz в честь певицы.
Её песни звучат по радио, функционируют несколько клубов её поклонников, телепередачи о ней идут чуть ли не каждый месяц. Её называют «немецкой Эдит Пиаф», даже спустя более полувека после гибели певицы, в Германии проходят концерты её памяти, исполняются её песни.

## Творчество Александры
Репертуар Александры очень не похож на то, что исполняли тогда и исполняют по сей день немецкие поп-звёзды. В нём переплелись немецкие музыкальные традиции, французский шансон, русские романсы, песни цыган и американское кантри. Условно можно разделить её творчество на две части — эстрадные песни (поп) и стилизации народных песен и романсов.
В первых сильно ощущается влияние французской эстрады тех времён. По признанию многих критиков, это как правило замечательные, богатые, пронзительные мелодии. Песня «Was ist das Ziel?» является тем примером песни, в которой и музыка и лирика находятся на одинаково высоком уровне. У стихов Александры тоже своя особенность. Хотя большинство из них достаточно просты (к «Was ist das Ziel?» это не относится), в них нет пошлости и тривиальности, которые характерны для большой части поп-музыки. Текучая манера лирики Александры, её дар «говорить стихом» может быть сравнён с творчеством Есенина. Вместе с тем она сохраняла достаточно сложную форму поэзии и использовала только литературный язык. Мелодичность, которую она давала своим песням и делали их столь узнаваемыми и популярными.
Свой стиль в музыке Александра выработала ещё до знакомства с французскими шансонье. Его можно ясно услышать в её ранних песнях «Mein Freund der Baum» и «Mein Kind, schlaf ein».
Ко второй категории относятся романсы («Белой акации…», «Дорогой длинною» и др.), адаптации русских эстрадных песен («Песня о друге», «Подмосковные вечера»), испанские, еврейские, американские народные песни. Несколько песен Александра написала на мотивы мелодий американского «Дикого Запада».
Александра сотрудничала с такими известными мэтрами сцены как Удо Юргенс, Жильбер Беко, Шарль Азнавур и Сальваторе Адамо. Некоторые из французских песен Адамо были переведены на немецкий и исполнены певицей («Tombe la neige» = «Grau zieht der Nebel»; «La Valse d'été» = «Walzer des Sommers» и т. д.).

## Дискография

### Альбомы
- Alexandra (1968)
- Premiere mit Alexandra (1968)
- Sehnsucht (1969)
- Ihre großen Erfolge (1969)
- Unvergessen (1971)
- Das war Alexandra (1977)
- Star und Stimme (15 декабря 1980)

### Синглы
- Zigeunerjunge (1 апреля 1968)
- Sehnsucht (Das Lied der Taiga) (15 апреля 1968)
- Auf dem Wege nach Odessa / Illusionen (11 ноября 1968)
- Erstes Morgenrot (15 июля 1969)

## Фильмы
Marc Boettcher «Alexandra — die Legende einer Sängerin» (1999).